# エルヴィン・ビショップ
エルヴィン・ビショップ（英 : Elvin Bishop、1942年10月21日 - ）アメリカ出身のギタリストでシンガー。ブルース、ロックミュージシャン。

## 経歴
1942年、カリフォルニア州グレンデール で生まれる。彼が10歳のときに一家はオクラホマ州タルサに移住。14歳のときジミー・リードのハーモニカで音楽に目覚め、ハウリン・ウルフやマディー・ウォーターズなどの音楽に触発されギターを弾き始める。地元の高校できわめて成績優秀だった彼は、奨学金を得てシカゴ大学に進学する。大学では物理学を専攻。
在学中の1963年に ブルースハープ プレイヤーでシンガーでもあった ポール・バターフィールドと出会い、バターフィールズ・ブルースバンドを結成。このころハウリン・ウルフバンドのギタリスト、リトル・スモーキー・スマザーズにブルースギターを習う。音楽活動のため大学を中退。バターフィールズ・ブルースバンドは、その後リードギタリストとしてマイク・ブルームフィールドが加入。1965年『The Paul Butterfield Blues Band』をエレクトラ・レコードから発表してデビュー。マイク・ブルームフィールドが脱退した後は、エルヴィン・ビショップがリードギターを担当した。しかし次第にソロ活動の願望が強くなり、1968年に同バンドを脱退する。
1968年に、エルヴィン・ビショップ・グループを結成しソロ活動を始める。また、同年9月28日にはマイク・ブルームフィールドとアル・クーパーのライブ・アルバム『フィルモアの奇蹟』に参加。「No More Lonely Nights」でボーカル、ギターを担当した。
1970年代にはソングライターとしての才能が開花しヒット曲を生み出すようになる。特に1975年のアルバム『ストラッティン』からのシングル曲「愛に狂って（Fooled Around and Fell in Love）」は全米3位を記録する自身最大のヒット曲となった。この曲はミッキー・トーマスがボーカルを担当し、現在も多くのアーティストにカバーされ、たくさんの映画やテレビドラマでも使われている。
2000年以降はサンフランシスコに在住し、音楽活動を続けている。
日本語の読み書きを特技としており、コンサートツアー以外にも度々来日をしており、日本人とのインタビューの際にも日本語で応答可能なほどである。2012年8月にフジロック・フェスティバルに出演した際、流暢な日本語のMCを披露したという。

## プライベート
2000年8月に彼の娘と前妻が金目当ての強盗殺人事件(テイラー・ヘルザー事件)で殺されるという悲劇に見舞われている。犯人は洗脳によって女性たちを自らのカルト教団"Children of Thunder"に引き入れていた元モルモン教徒のグレン・テイラー・ヘルザー(Glenn Taylor Helzer)とその弟らで、テイラーと付き合っていたビショップの娘が犯罪に利用され、母親とその恋人が口封じのために殺された。

## ディスコグラフィ

### スタジオ・アルバム
- 『ザ・エルビン・ビショップ・グループ』 - The Elvin Bishop Group (1969年)
- Feel It! (1970年)
- 『ロック・マイ・ソウル』 - Rock My Soul (1972年)
- 『レット・イット・フロー』 - Let It Flow (1974年)
- 『ジューク・ジョイント・ジャンプ』 - Juke Joint Jump (1975年)
- 『ストラッティン』 - Struttin' My Stuff (1975年)
- 『ホームタウン・ボーイ』 - Hometown Boy Makes Good! (1976年)
- 『ホッグ・ヘヴン』 - Hog Heaven (1978年)
- Is You Is or Is You Ain't My Baby (1981年)
- 『ビッグ・ファン』 - Big Fun (1988年)
- 『ザ・ボスマン・ゲット・ユー・ダウン』 - Don't Let the Bossman Get You Down! (1991年)
- Ace in the Hole (1995年)
- The Skin I'm In (1998年)
- Party Till the Cows Come Home (2004年)
- Gettin' My Groove Back (2005年)
- The Blues Rolls On (2008年)
- Little Smokey Smothers & Elvin Bishop: Chicago Blues Buddies (2009年)
- 『レッド・ドッグ・スピークス』 - Red Dog Speaks (2010年)
- Can't Even Do Wrong Right (2014年)
- 『エルヴィン・ビショップス・ビッグ・ファン・トリオ』 - Elvin Bishop's Big Fun Trio (2017年)
- 『サムシング・スメルズ・ファンキー・ラウンド・ヒア』 - Something Smells Funky 'Round Here (2018年)

### ライブ・アルバム
- 『エルヴィン・ビショップ・ライヴ』 - Raisin' Hell (1977年) ※旧邦題『レイジン・ヘル』
- That's My Partner! (2000年)
- King Biscuit Flower Hour Presents in Concert (2001年)
- Booty Bumpin' (2007年)
- 『ライブ:レイジン・ヘル・レヴュー』 - Elvin Bishop's Raisin' Hell Revue (2011年)

### コンピレーション・アルバム
- The Best of Elvin Bishop: Crabshaw Rising (1975年)
- Sure Feels Good: The Best of Elvin Bishop (1992年)
- 『タルサ・シャッフル』 - The Best of Elvin Bishop: Tulsa Shuffle (1994年)
- Party Till the Cows Come Home (2004年)